# كوروي
كوروي هي بلدية فرنسية تقع في إقليم الأردين في منطقة غراند إيست. 

## التاريخ
ظهر أول ذكر لكوروي في عام 1265 . 

## شخصيات مرتبطة بالبلدية
- رينيه تينان، الذي ولد في كوروي في عام 1913، ورئيس بلدية كوروي 1945-1980، عضو مجلس الشيوخ عن الحركة الجمهورية الشعبية 1959-1980، رئيس المجلس العام للآردين 1973-1976.